# Rosalia lameerei
Rosalia lameerei är en skalbaggsart som beskrevs av Brongniart 1890. Rosalia lameerei ingår i släktet Rosalia och familjen långhorningar.
Artens utbredningsområde är:
- Laos.
- Myanmar.

Inga underarter finns listade i Catalogue of Life.